# Llewela Davies
Pour les articles homonymes, voir Davies.
Llewela Davies, née en février 1871 à Brecon (Galles du sud) et morte le 22 août 1952, était une pianiste et compositrice galloise.

## Biographie
Âgée de dix ans, elle obtient une médaille et un prix de National Eisteddfod, ainsi qu'une bourse pour entrer à l'école North London Collegiate School for Girls. En 1887, elle est admise à l’Académie Royale de Musique, en obtenant la bourse John Thomas. Elle a comme professeur Walter Macfarren. Elle reçoit la médaille d'argent de l’Association d’honneur des musiciens, en 1893 et la médaille Lucas pour la composition en 1894,.
Avec son mari le flûtiste Frederic Griffith elle se produit en concert et part en tournée pour accompagner Dame Nellie Melba en Amérique du Nord, Australie et Nouvelle Zélande
,.
Elle est professeure de piano à la London University et à la Guildhall School of Music. Elle est une guest star dans les villages gallois, lors de célébrations festives.

## Œuvres
- Trois Fantaisies pour orchestre
- Quatuor pour cordes
- Sonate en mi pour violon et piano, 1894